# Plan de relance économique du Japon de 2008-2009
Le plan de relance économique du Japon de 2008-2009 est un programme mis en place par le gouvernement du Japon dans le but de relancer l'économie japonaise après la crise économique de 2008-2010. Ce programme a démarré vers la fin de 2008 et continuait en avril 2009. 

## Description
À la suite de la crise financière de 2007-2010, les divers gouvernements japonais annoncent au fil des années plusieurs plans.
Le 28 août 2008, le gouvernement Asō annonce un premier plan de relance économique de 73 milliards d'euros pour soutenir consommateurs, agriculteurs et entreprises face aux prix élevés du pétrole et des produits de base (denrées alimentaires et métaux).  Les aides aux PME, qui assurent 70 % des emplois sont substantielles.
Le 30 octobre 2008, un deuxième plan de 207 milliards d'euros (260 milliards de dollars américains) est annoncé pour relancer la consommation (réductions fiscales, aides directes aux ménages, allocations familiales ou vieillesse, prêts immobiliers bonifiés) et devant permettre à terme une hausse de la taxe sur la valeur ajoutée (TVA).
Le troisième plan du 12 décembre 2008 est de 192 milliards d'euros consistant essentiellement en des baisses d'impôts, et des aides aux travailleurs temporaires récemment licenciés.
Le budget national initialement prévu pour 2009 par le gouvernement comprenait 88,55 billions de yens (720 milliards d'euros) de dépenses; 55,25 billions de recettes dont 46,1 billions de revenus de l'imposition mais celui-ci, à la suite de la crise avait prévu dans un quatrième plan annoncé le 27 janvier 2009 des dépenses supplémentaires d'un montant de 14,7 billions de yens (40 milliards d'euros) devant notamment financer le versement d'aides en argent liquide à chaque ménage, et l'injection de capitaux publics dans les entreprises de tous les secteurs de l'économie menacées par la crise économique.
En avril 2009, souhaitant « combattre la récession, doper la consommation et calmer les angoisses de la population », il a rajouté une enveloppe d'environ 153,5 milliards de dollars américains : cet argent servira entre autres à lancer des programmes gouvernementaux, à ajouter ou augmenter des déductions fiscales, à ajouter ou augmenter des garanties de prêts et à offrir des prêts. À cette date, le montant global alloué à la relance est d'environ 568 milliards de dollars américains.
Yukio Hatoyama, nommé Premier ministre du Japon, le 18 septembre 2009, annonce le gel de 2 925 milliards de yens de ce budget supplémentaire.